# Luis Vidales
Luis Nelson Vidales Jaramillo (Calarcá, 26 luglio 1904 – Bogotà, 14 giugno 1990) è stato un poeta colombiano.
Nacque nell'hacienda Rio Azul a Calarcá, lungo l'eje cafetero, l'asse colombiano del caffè. A 22 pubblicò Suenan Timbres, il suo capolavoro, stimata da Jorge Luis Borges e Vicente Huidobro el mejor y casi único poemario vanguardista en Colombia. A Bogotà fu uno dei membri fondatori del gruppo letterario dei Los Nuevos, all'interno del quale partecipò a vari incontri letterari e politici con personalità - tra le altre - del calibro di Luis Tejada, Ricardo Rendón, León de Greiff e José Mar.

## Vita politica
Dal 1930 Vidales iniziò la militanza nel Partito Comunista Colombiano, ricoprendo il ruolo di segretario generale tra il 1932 ed il 1934. Ha lavorato regolarmente in giornali come El Espectador ed El Tiempo e, insieme con il suo amico Luis Tejada, pubblicato nel secondo un tributo ben noto a Charles Chaplin.
Nel 1932 assunse l'incarico di redattore capo del quotidiano Tierra, organo ufficiale del Partito Comunista, sotto la guida di Guillermo Rodríguez Hernández. In veste di redattore, Vidales intraprese una vigorosa campagna contro la Guerra colombo-peruviana, chiamando i soldati di entrambe le nazioni a fraternizzare al fronte e a 'girare le proprie armi contro i loro stessi ufficiali".  La sede del giornale fu in seguito attaccata da gruppi patriottici e le sue strutture furono distrutte.
Fu inoltre Direttore Nazionale di Statistica e Professore di Storia dell'Arte e di Estetica presso l'Università Nazionale della Colombia. Contemporaneamente, Vidales, secondo la propria ideologia marxista, organizzò numerose marce di contadini per richiedere una Riforma agraria, in particolare nelle province colpite dalla violenza come Boyacá, Tolima, Huila e il Vecchio Caldas
Aderì al movimento politico liberale di Jorge Eliecer Gaitan, all'interno del venne ad occupare posizioni importanti. Tuttavia, nel 1953, a seguito delle violenze scatenatesi nel paese dopo la morte del leader, andò in esilio in Cile, dove lavorò come docente di Estetica e Storia dell'Arte. Tornato in seguito in Colombia, scrisse nel 1975 l'Historia de la Estadística en Colombia.
Nel 1982 fu insignito del Premio Nacional de Poesía dall'Universidad de Antioquia di Medellín (Colombia). Ricevette inoltre dall'Unione Sovietica il Premio Lenin per la pace 1983/84.
Luis Vidales morì a Bogotà nel 1990 per cause non accertate.

## Opere
- Suenan timbres, 1926.
- Tratado de Estética, 1945.
- La insurrección desplomada, 1948.
- La circunstancia social en el arte, 1973.
- Historia de la estadística en Colombia, 1975.
- La obreríada, 1979.
- Poesía inédita, 1982.
- El libro de los fantasmas, 1985.
- Poemas del abominable hombre del barrio de Las Nieves, 1985.